# Торирсдоттир, Мария
Мария Торирсдоттир (норв. Maria Thorisdottir, исл. Maria Þórisdóttir; род. 5 июня 1993, Клепп, Ругаланн) — норвежская футболистка, выступающая на позиции защитника за английский клуб «Брайтон энд Хоув Альбион» в Женской суперлиге Футбольной ассоциации и за женскую сборную Норвегии. До того как полностью посвятить себя футболу она также выступала за гандбольные клубы «Сола» и «Стабек» в чемпионате Норвегии.

## Клубная карьера
Мария Торирсдоттир начинала свою карьеру футболистки, выступая за клуб норвежского первого дивизиона
«Клепп».
В сентябре 2017 года Торирсдоттир подписала с английским «Челси» контракт до 2019 года. В октябре 2018 года она получила сотрясение мозга во время матча и не могла играть до мая 2019 года. В 2019 году Мария продлила свой контракт с «Челси» до 2021 года.

## Карьера в сборной
Мария Торирсдоттир прошла через все норвежские юношеские сборные и участвовал вместе с командой девушек до 17 лет в квалификации и финальном этапе чемпионата Европы среди этой возрастной категории, проходившем в 2009 году в Ньоне (Швейцария), где Норвегия заняла четвёртое место.
Год спустя она вместе с командой Норвегии (до 17 лет) вылетела во втором квалификационном раунде чемпионата Европы среди девушек до 17 лет. На чемпионате Европы среди девушек до 19 лет в 2011 году норвежки с ней в составе вышли в финал, где были разгромлены Германией со счётом 1:8. Достигнув выхода в полуфинал этого турнира Норвегия тем самым квалифицировалась на чемпионат мира среди девушек до 20 лет 2012 года в Японии. Торирсдоттир играла на этом турнире, где её команда вышла в четвертьфинал, где её вновь поджидала Германия, разгромившая её на этот раз со счётом 4:0.
После этого её карьера в сборной приостановилась, и только три года спустя она была вызвана на два матча за сборную Норвегии до 23 лет. 16 февраля 2015 года Торирсдоттир впервые была вызвана в главную национальную команду, за которую выступала на Кубке Алгарве 2015 года. Она дебютировала за неё в матче против Исландии. Ранее ей предлагали играть за Исландию, но она отказалась в надежде попасть в норвежскую команду. 23 апреля 2015 года она была включена во временный состав из 35 игроков для участия в женском чемпионате мира 2015 года. 14 мая 2015 года она попала и в финальную заявку на турнир. Мария Торирсдоттир принимала участие на женском чемпионате мира 2019 года во Франции.

## Личная жизнь
Мария Торирсдоттир родилась в Норвегии, её мать — норвежка, а отец — исландец Торир Хергейрссон, тренер женской сборной Норвегии по гандболу. В Исландии проживает большая семья её отца.

## Статистика
| Клуб             | Сезон            | Дивизион         | Лига | Лига | Кубок | Кубок | Еврокубки | Еврокубки | Всего | Всего |
| Клуб             | Сезон            | Дивизион         | М    | Г    | М     | Г     | М         | Г         | М     | Г     |
| ---------------- | ---------------- | ---------------- | ---- | ---- | ----- | ----- | --------- | --------- | ----- | ----- |
| Клепп            | 2010             | Топпсериен       | 17   | 1    | 0     | 0     | —         | —         | 17    | 1     |
| Клепп            | 2011             | Топпсериен       | 14   | 4    | 1     | 0     | —         | —         | 15    | 4     |
| Клепп            | 2012             | Топпсериен       | 7    | 1    | 0     | 0     | —         | —         | 7     | 1     |
| Клепп            | 2013             | Топпсериен       | 0    | 0    | 0     | 0     | —         | —         | 0     | 0     |
| Клепп            | 2014             | Топпсериен       | 5    | 0    | 1     | 0     | —         | —         | 6     | 0     |
| Клепп            | 2015             | Топпсериен       | 14   | 1    | 2     | 1     | —         | —         | 16    | 2     |
| Клепп            | 2016             | Топпсериен       | 0    | 0    | 0     | 0     | —         | —         | 0     | 0     |
| Клепп            | 2017             | Топпсериен       | 14   | 1    | 3     | 1     | —         | —         | 17    | 2     |
| Клепп            | Всего            | Всего            | 71   | 8    | 7     | 2     | —         | —         | 78    | 10    |
| Челси            | 2017/18          | Суперлига        | 10   | 0    | 4     | 0     | 7         | 0         | 21    | 0     |
| Челси            | 2018/19          | Суперлига        | 5    | 0    | 3     | 0     | 2         | 1         | 10    | 1     |
| Челси            | 2019/20          | Суперлига        | 5    | 1    | 3     | 0     | —         | —         | 8     | 1     |
| Челси            | Всего            | Всего            | 20   | 1    | 10    | 0     | 9         | 1         | 39    | 2     |
| Всего за карьеру | Всего за карьеру | Всего за карьеру | 91   | 9    | 17    | 2     | 9         | 1         | 117   | 12    |

1. 1 2 3  Появления только в рамках Кубка лиги.